# 背条跳树蛙
背条跳树蛙（学名：Chirixalus doriae）为树蛙科跳树蛙属的两栖动物。在中国大陆，分布于海南、云南等地，一般栖息于中山地带、芭蕉树下或山边草间以及稻田边草丛中。其生存的海拔范围为1050至1620米。该物种的模式产地在缅甸。

## 保护
本种于2023年被收录入《有重要生态、科学、社会价值的陆生野生动物名录》。